# Comuna Constantin Daicoviciu, Caraș-Severin
Constantin Daicoviciu (în maghiară: Kavarán, în germană: Kawaran) este o comună în județul Caraș-Severin, Banat, România, formată din satele Constantin Daicoviciu (reședința), Maciova, Mâtnicu Mare, Peștere, Prisaca și Zăgujeni.

## Istoric
A fost redenumită Constantin Daicoviciu după decesul istoricului și academicianului român omonim.

## Demografie
Componența etnică a comunei Constantin Daicoviciu
     Români (89,17%)
     Romi (3,21%)
     Alte etnii (0,57%)
     Necunoscută (7,06%)
Componența confesională a comunei Constantin Daicoviciu
     Ortodocși (84,94%)
     Baptiști (5,36%)
     Penticostali (1,25%)
     Alte religii (0,91%)
     Necunoscută (7,55%)
Conform recensământului efectuat în 2021, populația comunei Constantin Daicoviciu se ridică la 2.649 de locuitori, în scădere față de recensământul anterior din 2011, când fuseseră înregistrați 2.692 de locuitori. Majoritatea locuitorilor sunt români (89,17%), cu o minoritate de romi (3,21%), iar pentru 7,06% nu se cunoaște apartenența etnică. Din punct de vedere confesional, majoritatea locuitorilor sunt ortodocși (84,94%), cu minorități de baptiști (5,36%) și penticostali (1,25%), iar pentru 7,55% nu se cunoaște apartenența confesională.

## Politică și administrație
Comuna Constantin Daicoviciu este administrată de un primar și un consiliu local compus din 11 consilieri. Primarul, Daniel Boambeș[*], de la Partidul Social Democrat, este în funcție din 2008. Începând cu alegerile locale din 2024, consiliul local are următoarea componență pe partide politice:
|  | Partid                          | Consilieri | Componența Consiliului | Componența Consiliului | Componența Consiliului | Componența Consiliului | Componența Consiliului | Componența Consiliului |
|  | ------------------------------- | ---------- | ---------------------- | ---------------------- | ---------------------- | ---------------------- | ---------------------- | ---------------------- |
|  | Partidul Social Democrat        | 6          |                        |                        |                        |                        |                        |                        |
|  | Partidul Național Liberal       | 4          |                        |                        |                        |                        |                        |                        |
|  | Alianța pentru Unirea Românilor | 1          |                        |                        |                        |                        |                        |                        |

## Atracții turistice
- Biserica medievală din satul Constantin Daicoviciu, construcție secolul al XIV-lea, monument istoric
- Biserica „Adormirea Maicii Domnului” din satul Mânticu Mare, construcție 1816
- Conacul „Juhasz” din satul Zăgujeni, construcție 1896, monument istoric
- Castrul roman de la Constantin Diacoviciu
- Construcția romană de la Zăgujeni